# Julia (planetka)
(89) Julia je planetka nacházející se v hlavním pásu asteroidů. Její průměr činí asi 152 km. Byla objevena 6. srpna 1866 francouzským astronomem E. Stephanem. 